# Krystyna Skarbek

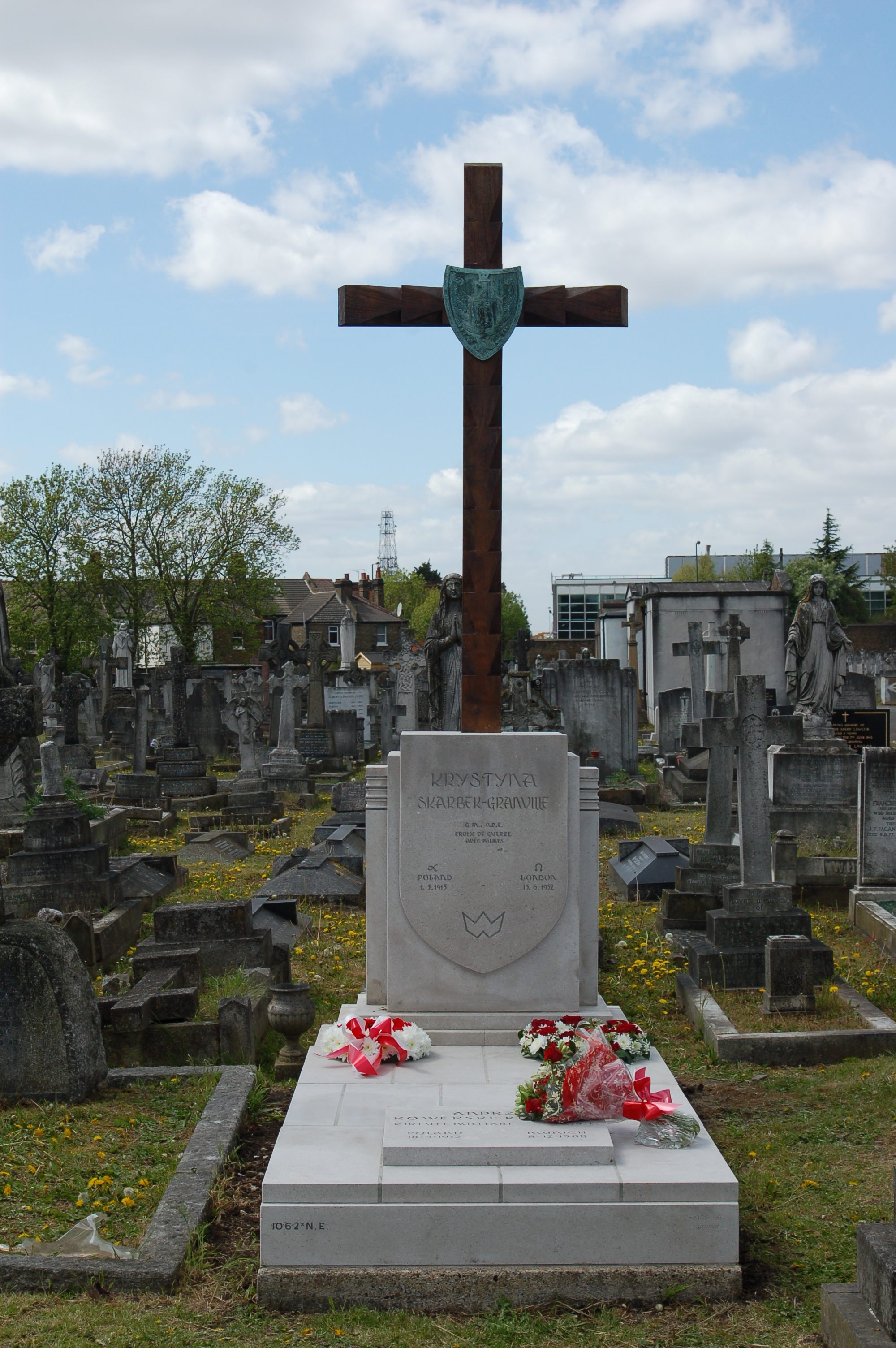
Odrestaurowany grób Krystyny Skarbek i Andrzeja Kowerskiego, polskich agentów w służbie brytyjskiej SOE, na katolickim cmentarzu Kensal Green St. Mary w Londynie (z nieprawidłowym rokiem urodzenia Skarbek)

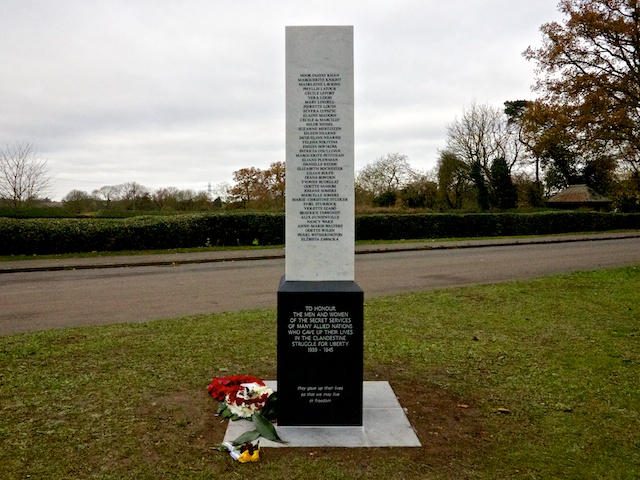
Pomnik Tempsford SOE dla agentek SOE w tym Krystyny Skarbek

Krystyna Skarbek (Christine Granville), właśc. Maria Krystyna Skarbek-Giżycka (ur. 1 maja 1908 w Warszawie, zm. 15 czerwca 1952 w Londynie) – polska agentka brytyjskiej tajnej służby Kierownictwa Operacji Specjalnych (SOE), wywiadowczyni Secret Intelligence Service (SIS).

## Życiorys

### Młodość
Maria Krystyna Skarbek urodziła się 1 maja 1908 w Warszawie jako drugie dziecko ziemianina Jerzego Skarbka oraz Stefanii z d. Goldfeder, pochodzącej z łódzkiej zamożnej rodziny żydowskich bankierów Goldfederów.
Młoda Maria Skarbkówna uprawiała jazdę konną oraz wspinaczkę górską. W 1930 uczestniczyła w konkursie Miss Polonia. W tym samym roku, po śmierci ojca, wraz z rodziną przeniosła się z Trzepnicy do Warszawy, gdzie w 21 kwietnia 1930 r. poślubiła pabianickiego przemysłowca – Gustawa Gettlicha. Ślub odbył się w kościele Opieki św. Józefa (seminaryjnym), ale akt małżeństwa spisano w parafii św. Jakuba na warszawskiej Ochocie. Małżeństwo nie trwało długo – rozpadło się po 6 miesiącach.
Arkady Fiedler, który poznał ją w Warszawie w połowie lat 30. XX w., tak ją charakteryzował w swoich wspomnieniach o „kobietach swej młodości”: była młodą kobietą o niezwykłej urodzie i burzliwych losach. (...) Krystyna zwróciła na mnie roziskrzony wzrok i zbliżyliśmy się do siebie. Chociaż obdarzona bujnym temperamentem, pozostaliśmy tylko przyjaciółmi; wolałem stwarzać z nią przy stole restauracyjnym czy dansingowym miłe nastroje pełne wesołych szaleństw i szampańskiej fantazji, niż wdawać się w amory. Krystyna była wyjątkowo urocza, inteligentna, lecz nabita dziwnymi kompleksami; przeżywała rodowe fanaberie i snobistyczne łamańce (...).
Fiedler domniemywał, że miała jakieś kontakty w polskim MSZ i z tego powodu często wyjeżdżała do Anglii, oficjalnie do swoich krewnych z rodziny Granville’ów.
W listopadzie 1938 wyszła za mąż po raz drugi, za podróżnika i pisarza powieści dla młodzieży, Jerzego Giżyckiego. W 1939 oboje przebywali w Kenii, gdzie Giżycki przybył jako dyplomata mający pracować w stolicy Abisynii. Na wieść o wybuchu wojny wyjechali do Francji, skąd już sama (była w separacji z mężem) przedostała się do Anglii, gdzie
jeszcze we wrześniu 1939 zgłosiła się do brytyjskich służb wywiadowczych.

### Działalność szpiegowska
Współpracowała z brytyjskimi służbami od 1939, do 1941 działała na Węgrzech, skąd sześciokrotnie wyjeżdżała do Polski, ośmiokrotnie na Słowację. Później pracowała w Jugosławii, do jesieni 1941 współpracowała jako kurierka z tajną brytyjską agencją rządową SOE, powołaną przez Winstona Churchilla, w czerwcu 1944 przeniesiona do komórki SOE w Algierze.
Przyjęła pseudonim Christine Granville oraz zmieniła rok urodzenia na 1915. Jako agentka została skierowana na Węgry z zadaniem podjęcia pracy konspiracyjnej, którą wykonywała wspólnie z Andrzejem Kowerskim (pseudonim Andrew Kennedy). Z Budapesztu, gdzie pracowała jako dziennikarka, trzykrotnie odbyła podróż do okupowanej Polski konspiracyjnym szlakiem przez Słowację jako kurierka tatrzańska. Współpracowała ze Stefanem Witkowskim oraz utworzoną przez niego organizacją konspiracyjną Muszkieterzy. Pośredniczyła w kontaktach tej organizacji z Secret Intelligence Service (SIS). Podczas jednej z wypraw dostarczyła Muszkieterom radiostację, która następnie zaczęła działać w Podkowie Leśnej.
Wspólnie z Andrzejem Kowerskim zajmowali się m.in. organizowaniem ucieczek internowanych w węgierskich obozach Polaków do dalszej służby w polskich siłach zbrojnych na Zachodzie. Zbierali również informacje wywiadowcze, które m.in. (według źródeł brytyjskich) pomogły Churchillowi w uściśleniu przewidywanego terminu niemieckiej inwazji na ZSRR, chociaż Brytyjczycy posiadali informacje z innych źródeł, przede wszystkim z „Ultry”, co ujawniono wiele lat po wojnie. W czerwcu 1940 Krystynie udało się odwiedzić w Warszawie matkę, ale nie udało się skłonić jej do ucieczki z okupowanej Polski. Stefania Skarbek została aresztowana i zamordowana przez Niemców na Pawiaku w styczniu 1942.
W kolejnych latach Krystyna Skarbek-Giżycka i Andrzej Kowerski powrócili do Wielkiej Brytanii, jako agenci SOE byli prowadzeni przez brytyjskiego oficera Francisa Cammaertsa. Gdy wojska Osi zaatakowały Bałkany w 1941, przeniesieni zostali na Bliski Wschód, gdzie przez półtora roku pracowali dla Brytyjczyków w Kairze.
Sir Douglas Dodds-Parker, brytyjski oficer Special Operations Executive, zaplanował na jej wniosek kolejną misję w okupowanej Francji. W lipcu 1944 po przeszkoleniu spadochronowym została przerzucona jako Pauline Armand i pomagała francuskim partyzantom na płaskowyżu Vercors w południowej Francji, gdzie m.in. zorganizowała wykupienie z rąk Gestapo kilku aresztowanych szefów siatki sabotażowo-dywersyjnej „Jockey” – dwóch Francuzów: Rogera i mjr. Sorensena oraz Anglika – mjr. Xan Fieldinga.
Zrzucona na teren Francji w nocy 6/7 lipca 1944 w ramach operacji lotniczej SOE pod kryptonimem „Jockey”/„Roger”, w rejon Vassieux, była łączniczką brytyjskiego ppłk. Francisa Cammaertsa. Po jego aresztowaniu przez Gestapo w Digne, w brawurowej akcji doprowadziła do jego uwolnienia. Współpracowała z francuskimi Maquis, nawiązała kontakt z Polakami służącymi w Wermachcie, 70 z nich nakłoniła do dezercji.
W końcu sierpnia 1944, gdy w Warszawie trwało powstanie, Skarbek-Giżycka dotarła do Londynu. Wielokrotnie składała prośby o przerzut do kraju, które za każdym razem spotykały się z odmową. Pod koniec roku, kiedy do Polski miała udać się brytyjska misja wojskowa, uzyskała zezwolenie, ale w ostatniej chwili Churchill odwołał wszystkie loty do Polski.
Została zdemobilizowana w kwietniu 1945 w Kairze, otrzymując odprawę w wysokości zaledwie 100 funtów (roczna przeciętna płaca wynosiła wtedy ok. 3000 funtów) wraz z osobistymi podziękowaniami od Winstona Churchilla.

### Po demobilizacji
1 sierpnia 1946 w polskim konsulacie w Berlinie, po siedmiu latach separacji, otrzymała zaświadczenie o nieistnieniu malżeństwa z Jerzym Giżyckim. W ostatnich latach życia pracowała jako pokojówka w hotelu, telefonistka, sprzedawczyni w londyńskim domu towarowym Harrods, stewardesa na statkach pasażerskich „Rauhine” i „Winchester Castle” na linii Anglia – Związek Południowej Afryki. 15 czerwca 1952 w londyńskim hotelu „Shelbourne” w Kensington została pchnięta nożem przez Dennisa Muldowneya, którego oświadczyny wcześniej odrzuciła; tegoż dnia zmarła, a zabójca został ujęty i skazany na śmierć.
Krystyna Skarbek-Giżycka została pochowana na rzymskokatolickim cmentarzu St. Mary w Kensal Green, w północno-zachodnim Londynie.

## Odznaczenia
Wielka Brytania
- Oficer Orderu Imperium Brytyjskiego – cywilny (20 maja 1947, za specjalne usługi podczas operacji wojskowych do dnia 8 maja 1945)[17]
- Medal Jerzego
- Gwiazda za Wojnę 1939–1945
- Gwiazda Afryki
- Gwiazda Włoch
- Gwiazda Francji i Niemiec
- Medal Wojny 1939–1945

Francja
- Krzyż Wojenny 1939-1945 z palmą[18][19]

## Upamiętnienie
10 maja 2013 na londyńskim cmentarzu Kensal Green St. Mary, staraniem Polish Heritage Society, grób Krystyny Skarbek został odrestaurowany i zabezpieczony na przyszłość. W uroczystości ponownego odsłonięcia grobu, w którym pochowany jest również Andrzej Kowerski wzięli udział przedstawiciele wojskowi z Francji, Wielkiej Brytanii oraz dyplomaci, kombatanci, duchowni i wojskowi z Polski. Sprawa Krystyny Skarbek wróciła tego dnia na strony brytyjskich gazet: „The Guardian” oraz „Evening Standard”, a główne wydanie wiadomości ITV poświęciło Skarbek kilkuminutowy materiał.
Postać Krystyny Skarbek występuje w powieści Kazimierza Koźniewskiego i filmie nakręconym na jej podstawie Sto koni do stu brzegów z 1978 (w reżyserii Zbigniewa Kuźmińskiego).
Tablica upamiętniająca na ścianie rodzinnego dworu w Trzepnicy, gdzie się wychowywała i przyjęła chrzest w pobliskim kościele.
W 2023 rozpoczęto zdjęcia do opartego na jej życiorysie brytyjsko-polskiego filmu "The Partisan", w którym w główną rolę wcieliła się Morgane Polanski.
7 marca 2025 r. w Operze i Filharmonii Podlaskiej w Białymstoku miała miejsce światowa premiera musicalu "Vesper" inspirowanego życiem Krystyny Skarbek. Autorem muzyki jest Gary Guthman, libretto napisali Gary Guthman oraz Doman Nowakowski, spektakl zaś wyreżyserował Michał Znaniecki.